# Okrąglik (Wyżyna Olkuska)
Okrąglik – wzgórze o wysokości 355 m n.p.m. Znajduje się na Wyżynie Olkuskiej, na północny wschód od zabudowań miejscowości Radwanowice na terenie gminy Zabierzów w województwie małopolskim. Od północnego wschodu łączy się z Wietrznikiem.